# Kłodno (Pommeren)
Kłodno is een plaats in het Poolse district  Kartuski, woiwodschap Pommeren. De plaats maakt deel uit van de gemeente Sulęczyno en telt 80 inwoners.